# Marshall Nunatak
Marshall Nunatak är en nunatak i Antarktis. Den ligger i Västantarktis. Chile och Storbritannien gör anspråk på området. Toppen på Marshall Nunatak är 934 meter över havet.
Terrängen runt Marshall Nunatak är lite kuperad. Trakten är obefolkad. Det finns inga samhällen i närheten.